# ملقا البرتغالية
ملقا البرتغالية (بالبرتغالية: Malaca Portuguesa) هي أراضٍ موجودة في ملقا، استعمرتها البرتغال مدة 130 عامًا (1511-1641).

## تاريخ
وفقًا للمؤرخ البرتغالي في القرن السادس عشر ايمانويل غودينيو دي ايريديا، سميت مدينة ملقا القديمة على اسم النبات الأملج الشائع (شجرة ملقا)، وهي أشجار تثمر الفاكهة، وتنمو على ضفاف نهر يسمى إيرليلي.

### الاستيلاء على ملقا
جذبت الأحاديث حول ثروة ملقا انتباه مانويل الأول ملك البرتغال، فأرسل المستكشف ديوغو لوبيز دي سيكويرا للعثور عليها، وذلك لإجراء اتفاق تجاري مع حاكمها كممثل للبرتغال شرق الهند. وصل سيكويرا إلى ملقا وجنوب شرق آسيا، ليكون بذلك أول أوروبي يصل إلى هذه المناطق عام 1509. على الرغم من أن السلطان محمود شاه استقبله في البداية استقبالًا حسنًا، إلا أن المشاكل سرعان ما حدثت بعد ذلك. شعرت مجموعة من مسلمي غوا بوجود تنافس بين الإسلام والمسيحية في بلاط السلطان بعد أن استولى البرتغاليون على غوا. أقنع المجتمع التجاري الدولي الإسلامي محمود شاه بأن البرتغاليين يشكلون تهديدًا خطيرًا. لاحقًا، اعتقل محمود عددًا من رجاله، وقتل آخرين، وحاول مهاجمة السفن البرتغالية الأربع، إلا أنها لاذت بالفرار. كما فعلوا في الهند، وجد البرتغاليون أن الغزو هو الطريقة الوحيدة التي تمكنهم من وضع قدمهم في ملقا.
في أبريل 1511، أبحر ألفونسو دي ألبوكيرك من غوا إلى ملقا بقوة بلغت حوالي 1200 رجلًا وسبعة عشر أو ثمانية عشر سفينة، وتقدم بعدد من المطالب، منها السماح ببناء قلعة كمركز تجاري برتغالي بالقرب من المدينة. رفض السلطان كل هذه المطالب، ونتيجة لذلك، نشب قتال بين الطرفين، استولى البرتغاليون على ملقا بعد قتال استمر 40 يومًا. أضعف خلاف مرير نشب بين السلطان محمود وابنه السلطان أحمد من قوة ملقا.
في أعقاب هزيمة سلطنة ملقا في 15 أغسطس 1511، سعى ألفونسو دي ألبوكيرك إلى بناء تحصينات دائمة تحسبًا لأي هجمات مضادة من السلطان محمود. صُمِم حصن وبُنِي على تلة في جنوب شرق مصب أحد الأنهار، في الموقع السابق لقصر السلطان. بقي ألبوكيرك في ملقا حتى نوفمبر 1511 يحضر للدفاع ضد أي هجوم متوقع.

### ميناء برتغالي في منطقة عدائية
باعتبارها القاعدة الأولى للمملكة التجارية المسيحية الأوروبية في جنوب شرق آسيا، كانت محاطة بالعديد من الدول الإسلامية الناشئة. أيضًا، بسبب عدائها مع سلطة ملايو المحلية، تعرضت ملقا البرتغالية لعدائية شديدة. واجهوا سنوات من المعارك التي بدأها سلاطين الملايو الذين أرادوا طرد البرتغاليين واستعادة أراضيهم، وحاول السلطان عدة مرات استعادة العاصمة.  حصل على دعم من حليفته سلطنة ديماك في جاوة، التي وافقت في عام 1511 على إرسال قوات بحرية للمساعدة. بقيادة باتي أونوس، سلطان ديماك، فشلت جهود جاوا-الملايو المشتركة ولم تثمر عن أي شيء يذكر. رد البرتغاليون على ذلك وأجبروا السلطان على الفرار إلى باهانج. لاحقًا، أبحر السلطان إلى جزيرة بنتن وأنشأ عاصمة جديدة هناك، نظم منها صفوف قوات الملايو، كما نظم عدة هجمات ضد البرتغاليين. عانت البرتغال بشدة بسبب الغارات المتكررة على ملقا. في عام 1521، بدأت حملة سلطنة ديماك الثانية لمساعدة سلطان الملايو على إعادة الاستيلاء على ملقا، إلا أنها فشلت مرة أخرى، وقُتل سلطاتها. رسخت الغارات لدى البرتغاليين فكرة ضرورة إسكات قوات السلطان المنفي. جرت عدة محاولات لقمع قوات الملايو، ولم يتمكن البرتغاليون من تدمير بنتن حتى عام 1526. فر السلطان إلى مقاطعة كامبار في رياو، سومطرة حيث توفي بعد سنتين، وترك وراءه ابنين هما مظفر شاه وعلاء الدين شاه الثاني.